# Cybersonic Superchrist
Cybersonic Superchrist es el primer álbum de estudio de la banda The Project Hate MCMXCIX lanzado el 14 de febrero del 2000. Fue producido por Dan Swanö y Lord K. Philipson.

## Lista de canciones
1. «The Divine Burning of Angels» - 6:11
2. «The Swarming of Whores» - 6:52
3. «Selfconstructive Once Again» - 6:57
4. «Shape, Memory, Murder» - 6:57
5. «Nine Spectrums of Impurity» - 3:34
6. «Soul Infliction» - 7:53
7. «Oceans of Seemingly Endless Bleeding» - 5:59
8. «Christianity Delete» - 7:54
9. «With Desperate Hands So Numb» - 8:30

## Integrantes
- Lord K. Philipson - guitarra, bajo, programación, teclados y batería
- Jörgen Sandström - voz
- Mia Ståhl - voz

## Externa länkar
- The Project Hate MCMXCIX - página web oficial
- The Project Hate MCMXCIX - MySpace
- Massacre Records